# Kickers Offenbach
Kickers Offenbach este un club de fotbal din Offenbach, Germania care evoluează în 3. Liga.

## Lotul sezonului 2009-2010
| Nr. |          | Poziție | Jucător                |
| --- | -------- | ------- | ---------------------- |
| 1   | Germania | P       | Daniel Endres          |
| 2   | Germania | F       | Alexander Huber        |
| 3   | Germania | F       | Daniel Goldschmitt     |
| 4   | Germania | F       | Nils Teixeira          |
| 5   | Germania | F       | Maik Schutzbach        |
| 6   | Cehia    | F       | Martin Hyský (captain) |
| 7   | Turcia   | A       | Tufan Tosunoglu        |
| 8   | Germania | A       | David Ulm              |
| 9   | Germania | M       | Matthias Morys         |
| 10  | Germania | A       | Suat Türker            |
| 11  | Germania | M       | Christian Fröhlich     |
| 13  | Germania | F       | Marc Heitmeier         |
| 14  | Germania | M       | Marius Laux            |

| Nr. |                       | Poziție | Jucător                                         |
| --- | --------------------- | ------- | ----------------------------------------------- |
| 15  | Germania              | M       | Christian Pospischil                            |
| 16  | Germania              | M       | Sebastian Rode                                  |
| 17  | Germania              | M       | Stefan Zinnow                                   |
| 18  | Germania              | M       | Steffen Haas (on loan from TSG 1899 Hoffenheim) |
| 19  | Germania              | M       | Simon Pospischil                                |
| 20  | Bosnia și Herțegovina | A       | Mirnes Mešić                                    |
| 21  | Germania              | M       | Mounir Chaftar                                  |
| 22  | Turcia                | A       | Ugur Albayrak                                   |
| 23  | Germania              | M       | Nils Pfingsten-Reddig                           |
| 24  | Germania              | M       | Benjamin Baier                                  |
| 25  | Germania              | P       | Maurice Paul                                    |
| 26  | Germania              | F       | Marko Kopilas                                   |
| 28  | Germania              | P       | Robert Wulnikowski                              |